# Capitolio TV
Capitolio TV fue un canal de televisión venezolano con sede en el Palacio Federal Legislativo de la Asamblea Nacional de Venezuela, hasta el inicio de operaciones de la V Legislatura de la Asamblea Nacional. El canal es propiedad de la IV Legislatura de la Asamblea Nacional de Venezuela y es operado por la misma. 
El canal surgió luego de que la III legislatura decidiera otorgar el canal Asamblea Nacional Televisión junto a su emisora radial AN Radio a sus trabajadores después de las declaraciones del diputado opositor Henry Ramos Allup de cambiar drásticamente la Asamblea Nacional junto a la televisora; por tal motivo se le reemplazó por ANTV otorgándole la concesión a los trabajadores del anterior canal.

## Historia

### Década del 2010
Capitolio TV fue dado a conocer el 7 de octubre de 2016 a través de YouTube, y se tenía previsto inaugurarla el 18 de octubre de 2016, sin embargo la señal no salió al aire dicho día debido a que funcionarios de la Casa Militar se posicionaron en las adyacencias del Palacio Federal Legislativo y se realizó una marcha de simpatizantes del partido de gobierno en las cercanías de dicho palacio. Finalmente inició sus transmisiones en vivo el 23 de octubre de 2016 a través de streaming por YouTube. A pesar de tener ya más de un mes de transmisión en vivo y sin interrupciones, el 29 de noviembre de 2016 se realizó en el salón protocolar de la Asamblea Nacional de Venezuela la inauguración oficial del canal.
El entonces presidente de la Comisión Permanente de Poder Popular y Medios de Comunicación de la Asamblea Nacional de Venezuela, el diputado Tomás Guanipa, y el presidente de la Fundación Capitolio TV, el periodista Miguel Ángel Rodríguez anunciaron que se tenía previsto para 2017 recuperar la señal abierta que le fue “arrebatada” a la Asamblea Nacional de Venezuela y hablar con los proveedores de servicio de televisión por suscripción (tales como cableoperadoras, servicios de televisión satelital, plataformas de streaming, entre otros) para agregar a Capitolio TV a la parrilla de canales de estos.
Sin embargo dicha “recuperación” de la señal abierta nunca se llevó a cabo y a pesar de las propuestas de incluir la señal en diversos medios, el canal quedó exclusivamente como un canal de televisión por internet mediante su página web y la plataforma de vídeos YouTube, mientras que la programación del canal consistía en programas relacionados con las actividades de la IV Legislatura de la Asamblea Nacional de Venezuela, no obstante, empezó posteriormente a transmitir únicamente las sesiones de ésta, así como también ruedas de prensa de la misma.

### Década del 2020
Actualmente la única red social activa del canal es su cuenta en la plataforma YouTube, donde aún se publica la programación de este canal de modo on demand exclusivamente para las sesiones de la "reestructurada" IV Legislatura de la Asamblea Nacional de Venezuela, dejando de transmitir su señal en vivo de manera definitiva el 5 de enero de 2021 mientras que su programación on demand cesó se ser subida a la plataforma el 31 de diciembre de 2022.

## Programación
La programación del canal constaba de programas legislativos y de opinión de la IV Legislatura de la Asamblea Nacional de Venezuela; además de programas informativos, culturales, recreativos, etc.

### Informativos
- Capitolio Noticias.
- Bajo la lupa.
- ¿Qué es lo que pasa aquí?
- Primera línea.

### Legislativo
- Sesiones del capitolio.
- Los de la fuente.
- Comisiones del capitolio.
- Hora del presidente.
- Los representantes.

### Política y opinión
- La gente cuenta.
- Frente a frente.
- Capitolio cada día.

### Cultural/Recreativo
- Nuestra historia (programas de historia y novelas producidas por RCTV).

## Logotipo
El logotipo del canal tiene el Palacio Federal Legislativo, junto a la Bandera de Venezuela y 8 estrellas de oro. Este logotipo fue estrenado el mismo día de su presentación vía streaming. 